# Csepel, korzó megállóhely
Csepel, korzó megállóhely egy megszűnt budapesti HÉV-megállóhely a Pesterzsébet–Csepel HÉV-vonalon, melyet a BHÉV üzemeltetett.

## Története
A megállóról csekély információ maradt fent: a BHÉV 1947-es menetdíj- és kilométertáblázatában fellelhető, ezek mellett még egy Csepel-térkép szerint 1950-ben létezett. Feltehetőleg a csepeli gyorsvasút 1951-es létrejöttével szűnhetett meg (ekkor már nem létezett).